# Julien Gaelens
Julien Gaelens (Boekhoute, 29 augustus 1939 – Eeklo, 29 juni 2011) was een Belgisch wielrenner. Zijn bijnaam was de reus van Boekhoute vanwege zijn lengte en geboorteplaats. Zijn voornaamste overwinning was de Omloop der Vlaamse Ardennen in 1964. Gaelens was beroepsrenner gedurende vijf seizoenen.

## Overlijden
Op 29 juni 2011 overleed de gewezen profwielrenner na een aanrijding met een vrachtwagen.

## Overwinningen
1961
Eeklo, amateurs
1964
Omloop der Vlaamse Ardennen
1969
Moerbeke-Waas, amateurs

## Resultaten in voornaamste wedstrijden
| Jaar | Milaan-San Remo | Gent-Wevelgem |
| ---- | --------------- | ------------- |
| 1964 | 59e             | 18e           |

## Ploegen
- 1963 -  Dr. Mann-Labo
- 1964 -  Dr. Mann
- 1965 -  Flandria-Romeo
- 1966 -  Flandria
- 1970 -  Siriki-Munck